# Vellekla
Vellekla (del Nórdico antiguo: escasez de oro) es un poema escáldico parcialmente preservado y escrito a finales del siglo X por el escaldo islandés Einar Helgason. Es una de las dos drápas escritas para Håkon Sigurdsson. habla de la batalla de Hjörungavágr y la campaña de Hákon en Dinamarca, entre otros temas.

## Estructura y conservación
Vellekla no se ha conservado completamente como poema en ningún manuscrito, sólo versos individuales, citas de versos y notas de algunos trabajos prosáicos. Algunos versos atribuyen la autoría a Einar Helgason pero no le adscriben ningún poema en concreto aunque algunos investigadores le atribuyen parte de la obra.
Como reconstruyó el filólogo Finnur Jónsson, la mayor parte de la narrativa central se conserva en la saga de los reyes; Fagrskinna, Heimskringla, Óláfs saga Tryggvasonar en mesta y Flateyjarbók.
Finnur cree que los versos conservados en Skáldskaparmál, donde se menciona expresamente a Hákon, pertenecen al principio y final del poema. Dos líneas se conservaron en el Tercer tratado gramatical. Según la reconstrucción, el número total de versos asciende a 37, 16 de los cuales son mitades y 21 completos.